# Vladislav Delay
Vladislav Delay es uno de los seudónimos de Sasu Ripatti (nacido en 1976), un músico electrónico finlandés. También ha grabado bajo los nombres Luomo, Sistol, Uusitalo and Conoco.

## Carrera
Sasu se ha movido entre diferentes estilos de música electrónica, desde la música ambient hasta el techno pasando por el house. Es conocido por su acercamiento a estos estilos desde el glitch, participando en el movimiento conocido como clicks and cuts. No sólo trabaja en estudio, sino que parte de su forma de producción incluye también el reprocesamiento en vivo. También ha participado en proyectos en los que se encarga de la percusión en directo, como el trío de dub techno de Moritz Von Oswald.
Ha publicado en sellos como Force Tracks, Chain Reaction, Mille Plateaux, Resopal y Sigma Editions. Es fundador del sello finlandés Huume Recordings.

## Discografía

### Álbumes

#### Como Vladislav Delay
- Visa (2014)
- Kuopio (2012)
- Vantaa (2011)
- Tummaa (2009)
- Whistleblower (2007)
- The Four Quarters (2005)
- Demo(n) Tracks (2004)
- Demo(n) Cuts EP (2004)
- Naima (2002)
- Anima (2001)
- Multila (2000)
- Entain (2000)
- Ele (1999)

#### Junto a Vladislav Delay Quartet
- Vladislav Delay Quartet (2011)

#### Como Sistol
- Sistol (1999)

#### Como Uusitalo
- Karhunainen (2007)
- Tulenkantaja (2006)
- Vapaa Muurari (2000)

#### Como Luomo
- Plus (2011)
- Convivial (2008)
- Paper Tigers (2006)
- The Kick (2004), con Domenico Ferrari
- The Present Lover (2003)
- Vocalcity (2000)

#### Como AGF/Delay
- Symptoms (2009), con Antye Greie
- Explode (2005), con Antye Greie

#### Como The Dolls
- The Dolls (2005) con Antye Greie y Craig Armstrong

### Singles
- Latoma EP (2011)
- Tessio (Remixes - Great Stuff Edition) (2009), como Luomo
- Really Don't Mind (2006), como Luomo
- Demo(n) Cuts EP (2004)
- The Kick (2004), como Luomo, con Domenico Ferrari
- What's Good (2004), como Luomo
- Running Away (2003), como Luomo, con Raz Ohara
- Waltz For Your Eyes (2003), como Luomo
- Tessio 2003 (2003), como Luomo
- Diskonize Me (2002), como Luomo
- Tessio (Remixes) (2001), como Luomo
- Carter (2001), como Luomo
- Native (2000), como Luomo
- Livingston (2000), como Luomo
- Kemikoski (2000), como Conoco
- Ranta (2000)
- Helsinki/Suomi (1999)
- Huone (1999)
- The Kind of Blue EP (1997)